# دياني براينت
دياني براينت (بالإنجليزية: Diane Bryant)‏ هي سيدة أعمال أمريكية، ولدت في 1 فبراير 1962 في Fair Oaks, California ‏ في الولايات المتحدة.